# Élections au Parlement basque de 2005
Les élections au Parlement basque de 2005 (en basque : 2005ko Eusko Legebiltzarrerako hauteskundeak, en espagnol : Elecciones al Parlamento Vasco de 2005) se tiennent le dimanche 17 avril 2005 afin d'élire les 75 députés de la VIIIe législature du Parlement basque pour un mandat de quatre ans.

## Mode de scrutin
Le Parlement basque (Eusko Legebiltzarra, Parlamento Vasco) est l'assemblée législative monocamérale de la communauté autonome du Pays basque.

### Nombre de députés
L'article 26 du statut d'autonomie de 1979 dit « de Guernica » dispose que le Parlement sera composé d'un nombre égal de députés représentant les territoires historiques — l'Alava, le Guipuscoa et la Biscaye — et élu pour une période de quatre ans. En vertu de l'article 10 de la loi 5/1990 relative aux élections au Parlement basque, le nombre de députés par circonscription est fixé à 25, ce qui établit la composition de l'hémicycle parlementaire à 75 parlementaires.

### Convocation et candidatures
Conformément à l'article 46 de la loi électorale 5/1990, les élections sont convoquées par le président du gouvernement basque au moyen d'un décret qui doit être pris le 25e jour précédant l'expiration de la législature — quatre ans après le précédent scrutin, jour pour jour — et publié le lendemain au Journal officiel (Boletín Oficial del País Vasco, BOPV). Les élections doivent se tenir 54 jours après cette publication.
Peuvent présenter des candidatures : 
- les partis, associations et fédérations politiques inscrits au registre des associations politiques du ministère de l'Intérieur ;
- les coalitions électorales formées par les entités précitées ;
- les groupes d'électeurs, à la condition d'avoir réuni les parrainages d'au moins 1 % des électeurs de la circonscription électorale concernée[5].

Tous les candidats doivent être résidents enregistrés au Pays basque, ou prouver que leur dernière domiciliation administrative se trouvait sur le territoire basque s'ils sont expatriés. Les listes de candidats doivent présenter au moins 50 % de femmes, cette proportion devant se retrouver pour chaque groupe de six candidats,.

### Répartition des sièges
Le Parlement est élu au scrutin proportionnel d'Hondt. La répartition des sièges est opérée de la manière suivante : 
- les listes sont classées par ordre décroissant selon le nombre de votes obtenus ;
- le nombre de votes de chaque liste est divisé par 1, puis 2, puis 3... jusqu'au nombre total de sièges à pourvoir ;
- les sièges sont attribués aux quotients les plus élevés, toutes listes confondues, par ordre décroissant jusqu'au dernier siège à pourvoir

Seules les listes ayant remporté au moins 3 % des suffrages valables dans la circonscription concernée, ce qui inclut les votes blancs, participent à cette répartition.

## Campagne

### Forces politiques
| Force politique | Force politique | Force politique | Chef de file                                    | Idéologie                                                                                      | Résultats en 2001           |
| --------------- | --- | --------------- | ----------------------------------------------- | ---------------------------------------------------------------------------------------------- | --------------------------- |
|                 | Parti nationaliste basque / Solidarité basque (eu + es) Euzko Alderdi Jeltzalea-Partido Nacionalista Vasco / Eusko Alkartasuna | EAJ-PNV / EA    | Juan José Ibarretxe (Président du gouvernement) | Centre Nationalisme, démocratie chrétienne, libéral-conservatisme, social-démocratie, écologie | 42,72 % des voix 33 députés |
|                 | Parti populaire (es) Partido Popular                                                                                           | PP              | María San Gil                                   | Centre droit à droite Libéral-conservatisme, démocratie chrétienne                             | 23,12 % des voix 19 députés |
|                 | Parti socialiste du Pays basque-Gauche basque-PSOE (es) Partido Socialista de Euskadi-Euskadiko Ezkerra-PSOE                   | PSE-EE-PSOE     | Patxi López                                     | Centre gauche Social-démocratie, progressisme                                                  | 17,90 % des voix 13 députés |
|                 | Parti communiste des terres basques (es) Partido Comunista de las Tierras Vascas (eu) Euskal Herrialdeetako Alderdi Komunista  | PCTV-EHAK       | Nekane Erauskin (eu)                            | Extrême gauche Séparatisme, marxisme-léninisme, nationalisme                                   | 10,12 % des voix 7 députés  |
|                 | Gauche unie-Verts (eu) Ezker Batua-Berdeak                                                                                     | EB              | Javier Madrazo (es)                             | Gauche Socialisme démocratique, républicanisme, écologie                                       | 5,58 % des voix 3 députés   |

## Résultats

### Total régional
|                          |                                                                  |           |       |      |        |               |  |  |  |  |  |  |  |  |
| Parti                    | Parti                                                            | Voix      | %     | +/-  | Sièges | +/-           |  |  |  |  |  |  |  |  |
|                          | Parti nationaliste basque / Solidarité basque (EAJ-PNV / EA)     | 468 117   | 38,67 | 4,05 | 29     | 4             |  |  |  |  |  |  |  |  |
|                          | Parti socialiste du Pays basque-Gauche basque-PSOE (PSE-EE-PSOE) | 274 546   | 22,68 | 4,78 | 18     | 5             |  |  |  |  |  |  |  |  |
|                          | Parti populaire (PP)                                             | 210 614   | 17,40 | 5,72 | 15     | 4             |  |  |  |  |  |  |  |  |
|                          | Parti communiste des terres basques (PCTV-EHAK)                  | 150 644   | 12,44 | 2,32 | 9      | 2             |  |  |  |  |  |  |  |  |
|                          | Gauche unie-Verts (EB)                                           | 65 023    | 5,37  | 0,21 | 3      | en stagnation |  |  |  |  |  |  |  |  |
|                          | Aralar                                                           | 28 180    | 2,33  | Nv.  | 1      | 1             |  |  |  |  |  |  |  |  |
|                          | Unité d'Alava (UA)                                               | 4 117     | 0,34  | Nv.  | 0      | en stagnation |  |  |  |  |  |  |  |  |
|                          | Les Verts et animalistes (BERDEAK-PACMA)                         | 4 049     | 0,33  | Nv.  | 0      | en stagnation |  |  |  |  |  |  |  |  |
|                          | Parti ouvrier socialiste internationaliste (POSI)                | 2 354     | 0,19  | Nv.  | 0      | en stagnation |  |  |  |  |  |  |  |  |
|                          | Parti humaniste (PH)                                             | 1 514     | 0,13  | 0,13 | 0      | en stagnation |  |  |  |  |  |  |  |  |
|                          | Pour un monde + juste (PUM+J)                                    | 1 261     | 0,10  | Nv.  | 0      | en stagnation |  |  |  |  |  |  |  |  |
|                          | Parti carliste du Pays basque (EKA-PC)                           | 179       | 0,01  | 0,03 | 0      | en stagnation |  |  |  |  |  |  |  |  |
|                          |                                                                  |           |       |      |        |               |  |  |  |  |  |  |  |  |
| Votes exprimés           | Votes exprimés                                                   | 1 210 598 | 98,93 |      |        |               |  |  |  |  |  |  |  |  |
| Votes blancs             | Votes blancs                                                     | 9 001     | 0,74  |      |        |               |  |  |  |  |  |  |  |  |
| Votes valides            | Votes valides                                                    | 1 219 599 |       |      |        |               |  |  |  |  |  |  |  |  |
| Votes nuls               | Votes nuls                                                       | 4 035     | 0,33  |      |        |               |  |  |  |  |  |  |  |  |
| Total                    | Total                                                            | 1 223 634 | 100   | –    | 75     | en stagnation |  |  |  |  |  |  |  |  |
| Abstentions              | Abstentions                                                      | 575 866   | 32,00 |      |        |               |  |  |  |  |  |  |  |  |
| Inscrits / Participation | Inscrits / Participation                                         | 1 799 500 | 68,00 |      |        |               |  |  |  |  |  |  |  |  |

### Par circonscription
| Circonscription | Circonscription | Alava   | Alava   | Alava  | Alava         | Biscaye | Biscaye | Biscaye | Biscaye       | Guipuscoa | Guipuscoa | Guipuscoa | Guipuscoa     |
| --------------- | --------------- | ------- | ------- | ------ | ------------- | ------- | ------- | ------- | ------------- | --------- | --------- | --------- | ------------- |
|                 |                 |         |         |        |               |         |         |         |               |           |           |           |               |
| Sièges          | Sièges          | 25      | 25      | 25     | en stagnation | 25      | 25      | 25      | en stagnation | 25        | 25        | 25        | en stagnation |
|                 |                 |         |         |        |               |         |         |         |               |           |           |           |               |
|                 |                 | Nombre  | Nombre  | %      | %             | Nombre  | Nombre  | %       | %             | Nombre    | Nombre    | %         | %             |
| Inscrits        | Inscrits        | 247 645 | 247 645 | 100,00 | 100,00        | 970 957 | 970 957 | 100,00  | 100,00        | 580 898   | 580 898   | 100,00    | 100,00        |
| Abstentions     | Abstentions     | 76 153  | 76 153  | 30,75  | 30,75         | 311 591 | 311 591 | 32,09   | 32,09         | 188 122   | 188 122   | 32,38     | 32,38         |
| Votants         | Votants         | 171 492 | 171 492 | 69,25  | 69,25         | 659 366 | 659 366 | 67,91   | 67,91         | 392 776   | 392 776   | 67,62     | 67,62         |
| Nuls            | Nuls            | 689     | 689     | 0,40   | 0,40          | 2 164   | 2 164   | 0,33    | 0,33          | 1 182     | 1 182     | 0,30      | 0,30          |
| Blancs          | Blancs          | 1 284   | 1 284   | 0,75   | 0,75          | 4 866   | 4 866   | 0,74    | 0,74          | 2 851     | 2 851     | 0,73      | 0,73          |
| Exprimés        | Exprimés        | 169 519 | 169 519 | 98,85  | 98,85         | 652 336 | 652 336 | 98,93   | 98,93         | 388 743   | 388 743   | 98,97     | 98,97         |
|                 |                 |         |         |        |               |         |         |         |               |           |           |           |               |
| Partis          | Partis          | Voix    | %       | Sièges | +/−           | Voix    | %       | Sièges  | +/−           | Voix      | %         | Sièges    | +/−           |
|                 | EAJ-PNV / EA    | 51 986  | 30,67   | 8      | 1             | 267 247 | 40,97   | 11      | 1             | 148 884   | 38,30     | 10        | 2             |
|                 | PSE-EE-PSOE     | 43 216  | 25,49   | 7      | 2             | 152 459 | 23,37   | 6       | 2             | 78 871    | 20,29     | 5         | 1             |
|                 | PP              | 43 989  | 25,95   | 7      | 2             | 114 845 | 17,61   | 5       | 1             | 51 780    | 13,32     | 3         | 1             |
|                 | PCTV-EHAK       | 14 187  | 8,37    | 2      | 1             | 65 623  | 10,06   | 2       | en stagnation | 70 834    | 18,22     | 5         | 1             |
|                 | EB              | 8 409   | 4,96    | 1      | en stagnation | 36 226  | 5,55    | 1       | en stagnation | 20 388    | 5,24      | 1         | en stagnation |
|                 | Aralar          | 2 542   | 1,50    | 0      | en stagnation | 10 242  | 1,57    | 0       | en stagnation | 15 396    | 3,96      | 1         | 1             |
|                 | Autres          | 7 732   | 4,56    |        |               | 5 694   | 0,87    |         |               | 2 590     | 0,66      |           |               |